# Pentacon Six

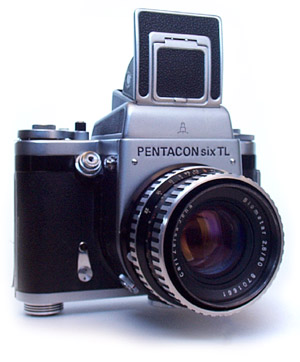
Pentacon Six TL z obiektywem Biometar 2.8/80

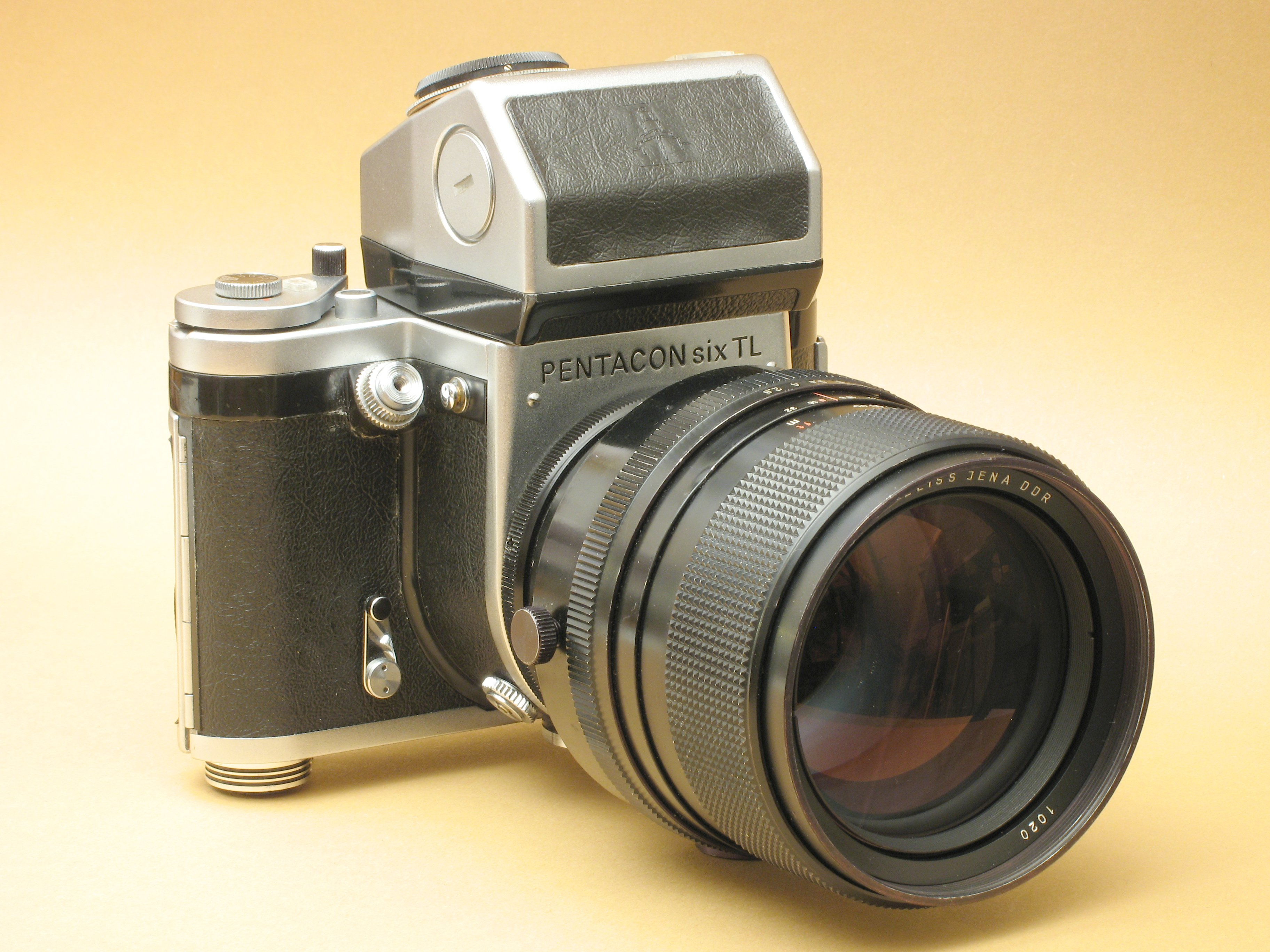
Pentacon Six TL z obiektywem CZJ Sonnar 2.8/180

Pentacon Six – nazwa aparatów średnioformatowych produkowanych w NRD latach 1956–1990, początkowo pod nazwą Praktisix. Aparaty te są średnioformatowymi lustrzankami jednoobiektywowymi z wymiennymi obiektywami i wymiennym układem celowniczym. Nie są wyposażone w wymienne kasety na film. Aparaty Pentacon Six używają błon fotograficznych typu 120 i 220, tworząc kwadratowe klatki w formacie 6 cm x 6 cm (a ściśle rzecz biorąc 56 mm x 56 mm).
Modele aparatów Pentacon Six i Praktisix:
- Praktisix
- Praktisix II
- Praktisix IIA
- Pentacon Six
- Pentacon Six TL
- Pentacon Six TLs (rzadko spotykany model, zmodyfikowany do formatu 4 x 4,5 cm z przeznaczeniem do wykonywania zdjęć legitymacyjnych)

Mocowanie obiektywów zgodne z Pentaconem Six mają również radzieckie i ukraińskie aparaty Kiev 6C, 60 i 88CM (wraz z niektórymi modyfikacjami firm trzecich), a także produkowane w Niemczech w latach 90. aparaty Exakta 66.

## Historia
Aparaty Pentacon Six powstały w niemieckich zakładach Kamera-Werkstätten na bazie wcześniejszych doświadczeń, zdobytych w trakcie produkcji innych aparatów. W roku 1952 do KW przeniesiono z VEB Wefo montaż średnioformatowego aparatu Meister-Korelle- powojennej modyfikacji aparatu Reflex Korelle, produkowanego ze zmianami od 1935 do 1940 roku. Korelle było jednoobiektywową lustrzanką robiącą zdjęcia w formacie 6x6, z poziomą migawką kurtynową. Aparat ten był konstrukcyjnie zbliżony do późniejszego Praktisixa i doświadczenie z jego produkcji pomogło inżynierom zaprojektować jego znacznie zmodyfikowaną wersję w drugiej połowie lat 50. Innym aparatem z którego zaczerpnięto wiele rozwiązań był również produkowany w KW aparat Praktina. Z produkowanej od 1952 roku Praktiny zaczerpnięto przede wszystkim bagnet w postaci pierścienia dociskającego, a także identyczne rozwiązanie przysłony w obiektywach. Bagnet w późniejszym Pentaconie był identyczny z tym z Praktiny, tylko powiększony tak, by pasowały do niego odpowiednie obiektywy pokrywające klatkę 6x6. Praktina była aparatem systemowym, z wymiennymi matówkami i wizjerami. Akcesoria te posłużyły bezpośrednio do stworzenia ich odpowiedników dla lustrzanki średnioformatowej. W 1956 powstały prototypy, a w 1957 do oferty KW obok aparatów Praktica i Praktina dołączył Praktisix. Nowy aparat w trakcie produkcji doczekał się wielu (zazwyczaj niewielkich) modyfikacji, w 1964 zaprezentowano wersję II (m.in. z uwspółcześnionym gniazdem statywowym), w 1965 IIA, natomiast w 1966 zmieniono nazwę na Pentacon Six, który wprowadził (oprócz drobnych zmian kosmetycznych) możliwość korzystania z błony typu 220 (24 zamiast 12 zdjęć). W 1969 po dodaniu do oferty akcesoriów pryzmatu z pomiarem TTL, po raz ostatni zmieniono nazwę, na Pentacon Six TL. Aparat w takiej formie produkowano aż do upadku NRD, z drobnymi zmianami, takimi jak zmiana koloru pierścienia bagnetu ze srebrnego na czarny. Na początku lat 90. w nowych realiach zaprzestano produkcji przestarzałej już konstrukcji.